# Taos (Volk)

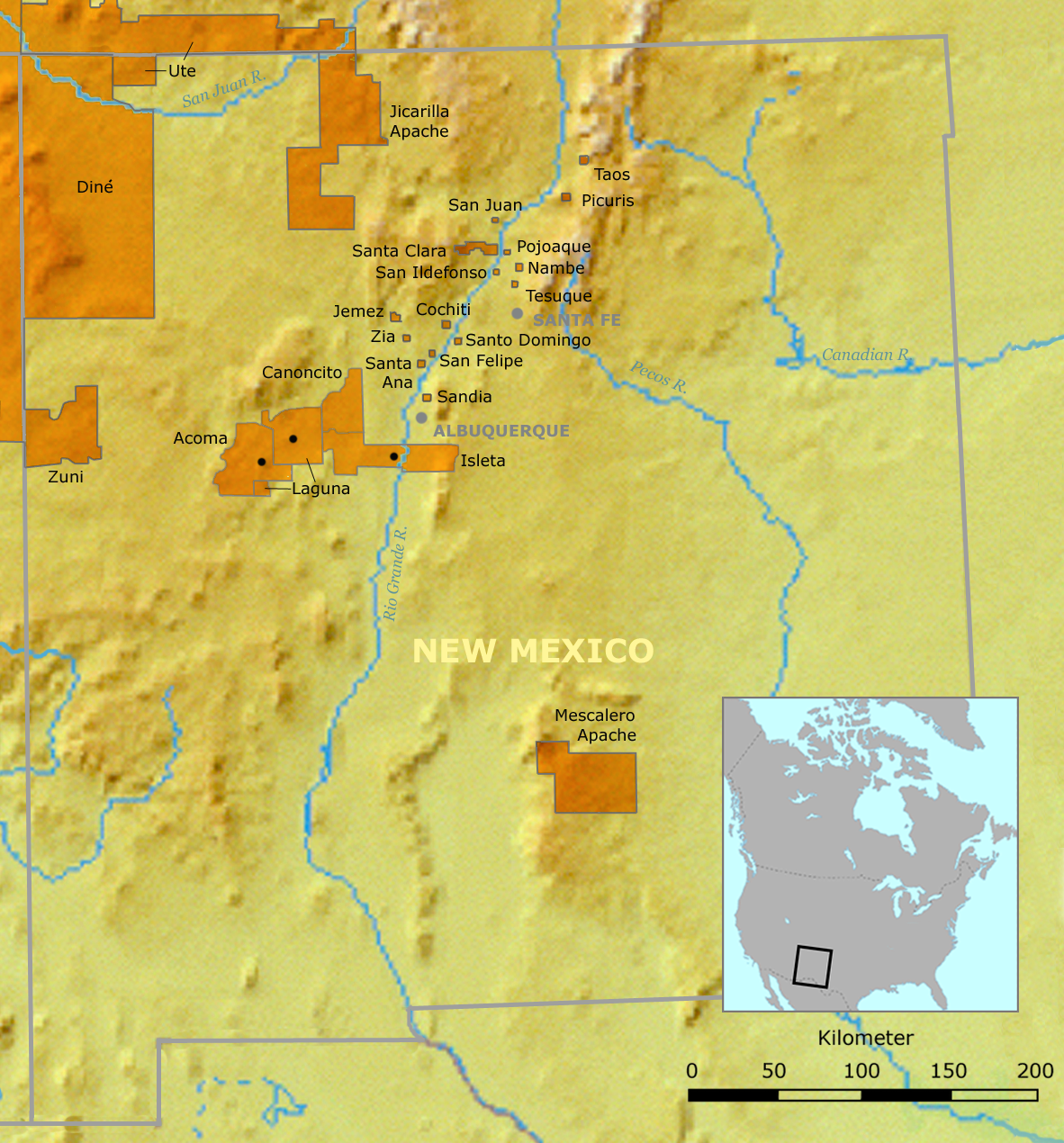
Lage des Taos-Pueblos, benachbarter Pueblos und Reservate in New Mexico

Die Taos sind ein Indianervolk des nordamerikanischen Südwestens und gehören zu den Pueblo-Indianern. Sie sprechen Tiwa, eine Sprache aus der Kiowa-Tano-Sprachfamilie. Der Name Taos ist eine spanische Verfremdung des eigenen Namens Tua und bedeutet Dorf. Die Taos und Picuris stammen von denselben Vorfahren ab, die sich um 900 n. Chr. ungefähr im heutigen Wohngebiet ansiedelten. Irgendwann im 12. Jahrhundert teilte sich dieses Volk und bildete zwei separate Gruppen.

## Wohngebiet
Taos Pueblo, der Wohnsitz der Taos, ist der nördlichste aller Pueblos und liegt in New Mexico, etwa 50 km südlich der Grenze zu Colorado an einem Nebenfluss des Rio Grande. Man erkennt den Einfluss der Plainsstämme in Kleidung, Gebräuchen und Erscheinungsbild seiner Einwohner. Die Ute, Apachen und Comanchen trafen sich hier, um Fleisch und Häute gegen Lebensmittel und Textilien aus dem Pueblo zu tauschen. Die vielstöckige und für die Verteidigung angelegte Bauweise des Pueblos, sowie die ihn umgebenden Adobemauern legen davon Zeugnis ab, dass nicht alle früheren Beziehungen friedlicher Art waren.

## Geschichte
Das heutige Dorf wurde um ca. 1700 gebaut, nachdem der alte, einige hundert Meter im Nordosten gelegene Pueblo Ende des 17. Jahrhunderts durch Feuer zerstört worden war. Er ähnelt dem Original-Pueblo stark und besteht aus zwei Häusergruppen: Hlauuma (Nordhaus) und Hlaukwima (Südhaus), an beiden Seiten des Taos Creek gelegen.
Taos wurde erstmals 1540 von Juan Bautista Alvarado aufgesucht. Im Jahre 1598 wurde es von Juan de Oñate in San Miguel umbenannt, indem er dem spanischen Brauch folgte und die Namen von Heiligen für Pueblos verwendete. Es gibt keinen Überrest mehr von der im frühen 17. Jahrhundert erbauten Original-Mission San Geronimo. Die ebenfalls San Geronimo genannten Kirchenruinen innerhalb der Mauern stammen aus dem Jahr 1706. Die heutige Kirche wurde 1847 erbaut.
Unzufriedenheit über die spanischen Gesetze führte 1639 zur Aufgabe ihres Dorfes und zum Umzug zu den Jicarilla Apachen. Sie bauten einen neuen Pueblo im heutigen Scott County, Kansas, wo sie zwei Jahre lang blieben, bevor die Spanier sie nach Taos zurückbrachten.
Die Probleme mit den spanischen Machthabern setzten sich fort und Taos entwickelte sich zu einer Operationsbasis der Verschwörer, von denen der Pueblo-Aufstand von 1680 geplant wurde. Am 10. August jenes Jahres töteten Krieger aus Taos den dortigen Priester und eine Anzahl spanischer Siedler und vereinigten sich mit anderen Puebloindianern, um Santa Fe zu überfallen. Der Angriff war militärisch erfolgreich und Gouverneur Antonio de Otermin musste sich zusammen mit allen spanischen Kolonisten bis nach El Paso im Süden zurückziehen.
1692 gelang es den Spaniern unter Diego de Vargas, die Provinz zurückzuerobern. Ein unsicherer Waffenstillstand folgte, gekennzeichnet von kleineren Aufständen und vorübergehender Aufgabe des Pueblos, als die Bevölkerung in die nahen Berge flüchtete, um den spanischen Repressalien zu entgehen.

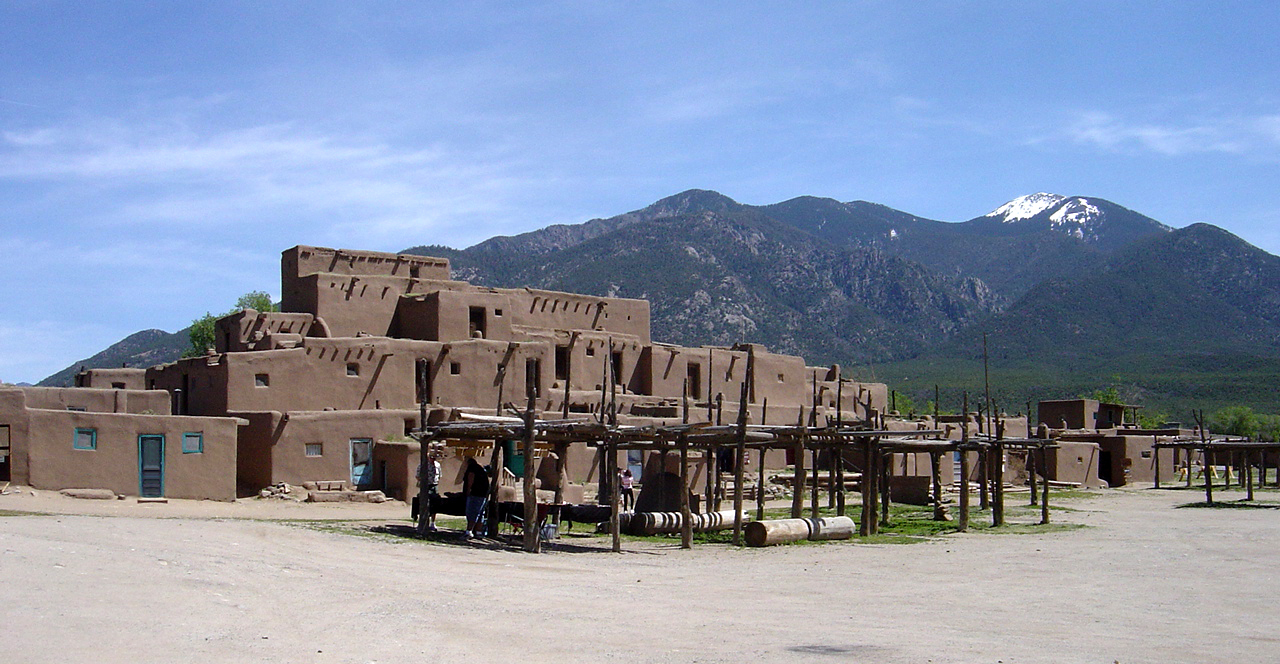
Taos Pueblo

## Geschichte im 19. und 20. Jahrhundert
Der einzige größere Aufstand nach Übernahme der Macht durch die Vereinigten Staaten erfolgte 1847. Die Taos-Rebellion wurde von Mexikanern ausgelöst, die den amerikanischen Eroberern schlecht gesinnt waren, und endete mit dem Tod von Gouverneur Charles Bent und sieben Amerikanern. Truppen aus Santa Fe griffen an und töteten 150 Rebellen, die in die Kirche geflüchtet waren (die Ruinen kann man noch innerhalb der Mauer besichtigen) und später wurden fünfzehn der gefangenen Rebellen hingerichtet. Das Eindringen weißer Siedler in das Pueblogebiet führte 1910 zu einem drohenden Aufstand, doch verhinderte die Anwesenheit von Truppen ein Blutbad.
Die Probleme in Taos sind nicht nur auf Einflüsse von außen zurückzuführen; Meinungsverschiedenheiten innerhalb des Pueblos sind ein alltäglicher Zustand. Die Einführung des Peyote-Kults in den 1890er Jahren brachte in den folgenden fünfzig Jahren schwere Konflikte.
Die Kontrolle über das Dorf liegt in den Händen einer konservativen religiösen Obrigkeit. Der Mangel an Land und die begrenzten Berufsaussichten führten zu Frustrationen unter den jüngeren Leuten im Pueblo. Politische Schwäche und wirtschaftliche Unsicherheit waren die Ursache, dass viele von ihnen Taos verließen, um anderswo Arbeit zu suchen. Meinungsverschiedenheiten innerhalb des Pueblos verhinderten die Entwicklung von wirtschaftlichen Zielsetzungen, die für die Bedürfnisse einer wachsenden Bevölkerung notwendig sind.
Trotzdem wird Taos weiterhin als eine Pueblogesellschaft angesehen, die von den starken Banden einer gemeinsamen Sprache, Kultur und Religion zusammengehalten wird. Der US-Zensus aus dem Jahr 2000 ergab 2.014, davon 1.000 ständige Bewohner in dem rund 190 km² großen Reservat.